# Baka Not Nice
 (avril 2019).
Si vous disposez d'ouvrages ou d'articles de référence ou si vous connaissez des sites web de qualité traitant du thème abordé ici, merci de compléter l'article en donnant les références utiles à sa vérifiabilité et en les liant à la section « Notes et références ».
Baka Not Nice, de son vrai nom Travis Savoury, est un rappeur canadien né le 6 mars 1979 à Montréal, au Québec. 
Il a grandi à London, en Ontario. Baka Not Nice est signé depuis le 27 juin 2017 sur le label créé par le rappeur Drake, OVO Sound.

## Biographie
Baka Not Nice commence sa carrière dans la musique en devenant membre de la sécurité pour l'artiste canadien Drake.
On peut l'entendre à la fin de la chanson Free Smoke (en) de Drake mais aussi en arrière plan avec quelques vocaux dans Gyalchester (en), les deux présentes sur l'album du chanteur originaire de Toronto intitulé More Life sorti en 2017.
Le 27 juin 2017, Baka Not Nice signe devant un grand nombre de spectateurs sur le label OVO Sound. Il est à ce jour le dernier artiste à avoir signé chez OVO Sound[réf. nécessaire]. 
Trois jours plus tard, il publie son single Live Up to My Name coécrit par Drake. Le morceau se retrouve alors propulsé à la 77e place dans les charts du Canadian Hot 100.

### Vie privée
En 2014, Baka Not Nice est arrêté puis inculpé pour avoir forcé une femme de 22 ans à la prostitution puis de lui avoir volé son argent[réf. nécessaire]. En 2015, il plaide coupable d'agression. Il est alors condamné à 6 mois de prison. Cette dernière refusant de témoigner, les autorités décident donc d'annuler les charges retenues contre Travis Savoury pour prostitution et trafic d'êtres humains.
Il accompagne Drake en 2019 dans sa tournée européenne intitulée The Assassination Vacation Tour qui a lieu en Angleterre, en France, en Irlande, en Belgique et aux Pays-Bas.

## Discographie

### EP
- 4Milli (2018)
- no long talk (2019)

### Singles
| Titre              | Année |
| ------------------ | ----- |
| Live Up to My Name | 2017  |
| Money in the Bank  | 2017  |
| Junior High        | 2017  |